# Москаленко, Виталий Николаевич
Вита́лий Никола́евич Москале́нко (6 октября 1954) — российский сценарист, кинорежиссёр, актёр, писатель, драматург.

## Биография
Виталий Москаленко родился в 1954 году в ГДР, где его отец нёс послевоенную службу. Семья происходила из Волгоградской области, железнодорожной станции Себряково региона Приволжской железной дороги, расположенной в городе Михайловка, куда они уезжали во время отпуска, и где родственники крестили Виталия «втайне от отца». Один из прадедов был украинцем, трое других — русские. Деда — Фёдора Павловича Галотина — в 22 года раскулачили и на девять лет сослали на Соловки; его история впоследствии нашла отражение в одной из пьес внука.
После переезда в Москву Виталий Москаленко поступил на режиссёрский факультет ГИТИСа, курс Андрея Гончарова. С 1977 по 1988 год играл на сцене Московского драматического театра на Малой Бронной. В 1978 году дебютировал в телеспектакле «Вечер воспоминаний» режиссёра Константина Худякова. В дальнейшем снялся в нескольких кинофильмах. В 1989 году окончил Высшие курсы сценаристов и режиссёров, мастерская Павла Финна.
С 1977 года публикует повести, рассказы и пьесы в «Знамени» и других журналах. Автор сборников «Райцентр» (1988) и «Волкодав» (1995), повести «Мошенники» (2006), пьес «Кто убил?», «Жёлтый кошелёк с бисером», «Пароходы наших надежд» и других. В 1979 году под впечатлением от Библии сочинил пьесу «Ангел Скорбное понимание» о мальчике, который открывает в себе Бога. Пьеса вызвало недовольство чиновников из Министерства культуры РСФСР, её требовали переписать. В 1982 году одноимённый спектакль недолго шёл в Театре имени Моссовета. Лишь в 1989 году пьеса вошла в постоянный репертуар Московского театра русской драмы.
С 1990 года Москаленко активно работает в кино и на телевидении. Участвовал в создании первых российских сериалов, входил в творческую группу юмористического шоу «Оба-на!». В 1995 году выступил одним из авторов сценария комедии-фарса «Ширли-Мырли» режиссёра Владимира Меньшова. С 1993 года сам ставит фильмы и сериалы, наиболее известные из которых — кинокомедия «Китайскій сервизъ» (1999), мелодрама «Жизнь одна» (2003) и телесериал «Орлова и Александров» (2015).
Жена Светлана. Дочери Ольга и Полина.

## Фильмография
| 1978 | Вечер воспоминаний                       |           |           | Снегирь | телеспектакль          |
| 1983 | Отпуск по ранению                        |           |           | эпизод  | телеспектакль          |
| 1987 | Любящий вас Коля                         |           | зелёная ✓ |         | телеспектакль          |
| 1990 | Оба-на!                                  |           | зелёная ✓ |         | юмористическое шоу     |
| 1990 | Дикий пляж                               |           | зелёная ✓ |         |                        |
| 1991 | Волкодав                                 |           | зелёная ✓ | Валерик |                        |
| 1991 | Жертва для императора                    |           | зелёная ✓ |         |                        |
| 1992 | Горячев и другие                         |           | зелёная ✓ |         | телесериал             |
| 1993 | Дорога в рай                             | зелёная ✓ | зелёная ✓ |         | Россия-Германия        |
| 1993 | Сотворение Адама                         |           | зелёная ✓ |         |                        |
| 1995 | Ширли-мырли                              |           | зелёная ✓ |         |                        |
| 1996 | Короли российского сыска                 |           | зелёная ✓ |         | телесериал             |
| 1999 | Китайскій сервизъ                        | зелёная ✓ | зелёная ✓ |         |                        |
| 2001 | Русский водевиль                         | зелёная ✓ | зелёная ✓ |         | телеспектакль, 4 серии |
| 2003 | Жизнь одна                               | зелёная ✓ |           |         |                        |
| 2003 | Москва, центральный округ                |           | зелёная ✓ |         | телесериал             |
| 2005 | Мошенники                                | зелёная ✓ | зелёная ✓ |         | телесериал             |
| 2006 | Фартовый                                 |           | зелёная ✓ |         |                        |
| 2006 | Никогда не разговаривайте с неизвестными |           | зелёная ✓ |         |                        |
| 2007 | Неуловимая четвёрка                      | зелёная ✓ | зелёная ✓ |         |                        |
| 2007 | Бухта страха                             | зелёная ✓ | зелёная ✓ | Миронов | телесериал             |
| 2010 | На крючке!                               |           | зелёная ✓ |         |                        |
| 2010 | Судьбы загадочное завтра                 | зелёная ✓ |           |         | телесериал             |
| 2011 | Дело было на Кубани                      |           | зелёная ✓ |         | телесериал             |
| 2012 | Жуков                                    |           | зелёная ✓ |         | телесериал             |
| 2012 | Счастливый билет                         | зелёная ✓ | зелёная ✓ |         | телесериал             |
| 2012 | Большая ржака                            | зелёная ✓ |           |         |                        |
| 2013 | Станица                                  |           | зелёная ✓ |         | телесериал             |
| 2015 | Орлова и Александров                     | зелёная ✓ | зелёная ✓ |         | телесериал             |